# Charles Herbert Aslin
 Charles Herbert Aslin , född 15 december, 1893 i Ecclesfield, död 31 juli 1959 i Hertford, var en brittisk arkitekt.

## Biografi
Aslin var son till stålarbetaren Arthur William och Louisa Aslin. Han fick sin utbildning vid Sheffield Central School och Universitetet i Sheffield. Senare avlade han examen vid Royal Institute of British Architects.
Under första världskriget tjänstgjorde han i Army Pay Corps och i Oxford and Bucks Light Infantry, innan han blev kapten i Royal Artillery.

### Karriär efter kriget
Efter kriget antogs han som associerad till Royal Institute of British Architects (RIBA) och blev stipendiat 1932. Han fick en tjänst vid stadsarkitektens avdelning i Sheffield och utnämndes 1922 till stadsingenjör i Rotherham, där han ritade de nya kommunkontoren. Efter några år som föreläsare vid Universitetet i Sheffield blev han associerad med Institution of Civil Engineers och utnämndes till biträdande länsarkitekt i Hampshire.

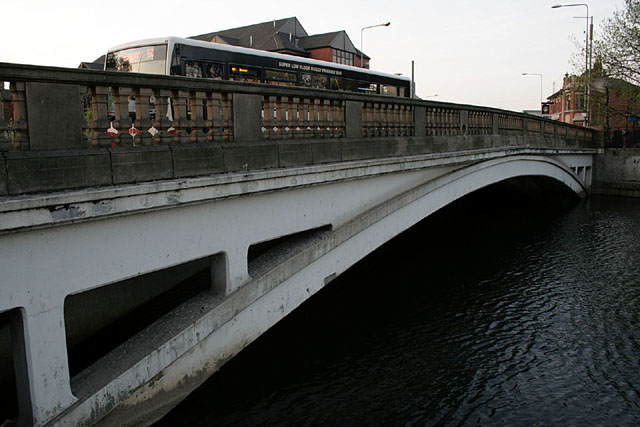
Exeter Bridge

### Exeter Bridge
1929 blev han Borough Architect for Derby i Derby och ansvarig för planeringen av stora förändringar i staden under titeln Central Improvement Plan (CIP). I den rollen ansvarade han för designen av flera stora byggnader både inom CIP och även på andra ställen i staden, inklusive den ursprungliga busstationen från 1933, polisstationen/magistrates' Courts, Council House, Riverside Gardens, Exeter Bridge, Exeter Place Apartments och den tidigare täckta marknaden.

### Länsarkitekt
Efter andra världskriget flyttade han för att bli länsarkitekt i Hertfordshire County Council i Hertford, där han introducerade konceptet med prefabricerade konstruktionstekniker för att möta en akut efterfrågan på nya skolor. Över 100 sådana skolor byggdes under det kommande decenniet efter hans prefabricerade design C20.
1945 valdes Aslin in i rådet för RIBA och valdes till ordförande för 1954–1956. Han gick i pension 1958 och dog i Hertford 1959.

## Verk
- Exeter Bridge, Derby (1931)
- Derby Bus Station (1933, stängd 2005, riven 2006)
- Derby Magistrates Court and Police Station (tom sedan 2004)
- Derby Council House
- Exeter House, Derby
- Queen Street Swimming Baths, Derby